# Nadisee

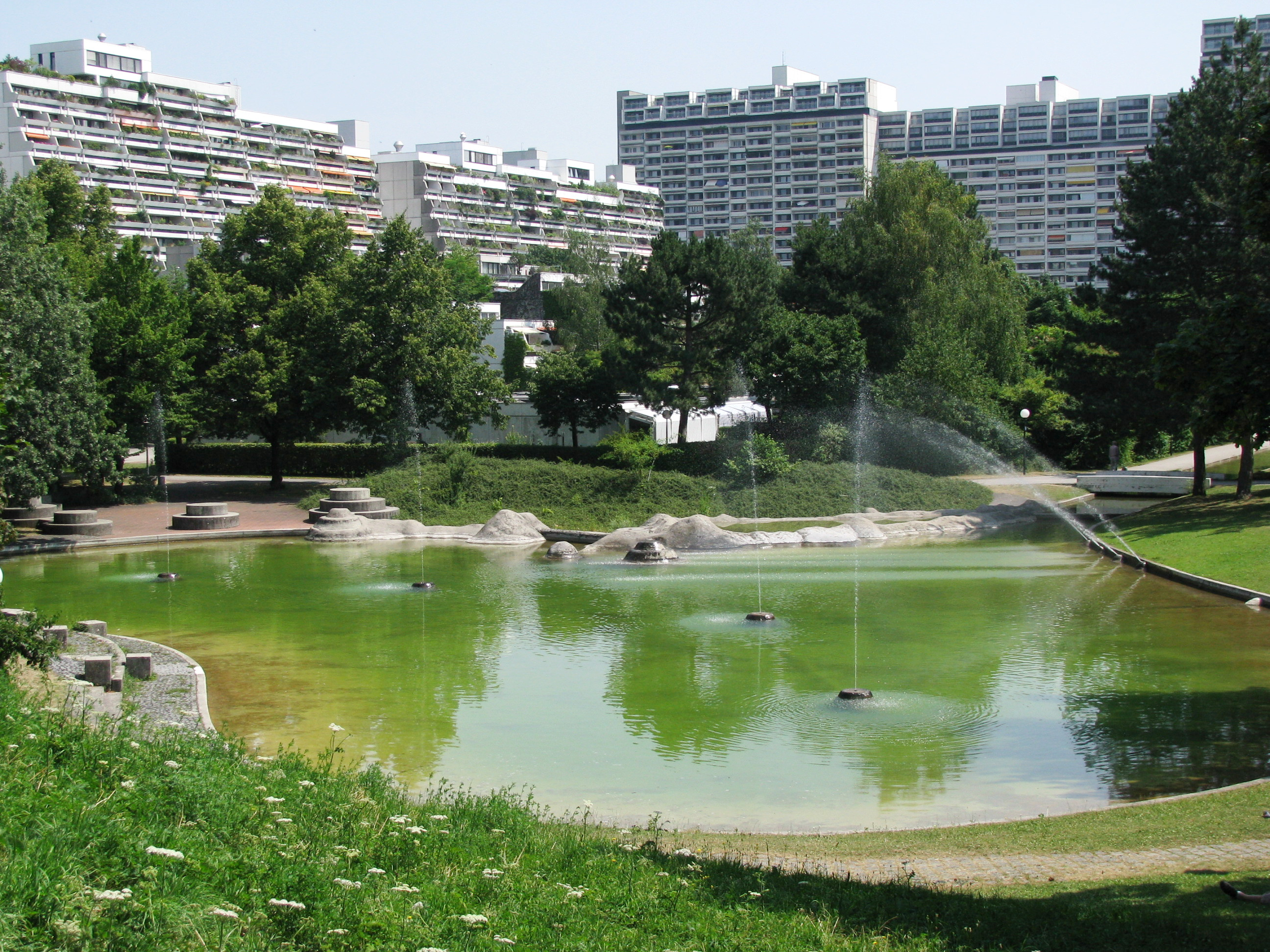
Nadisee

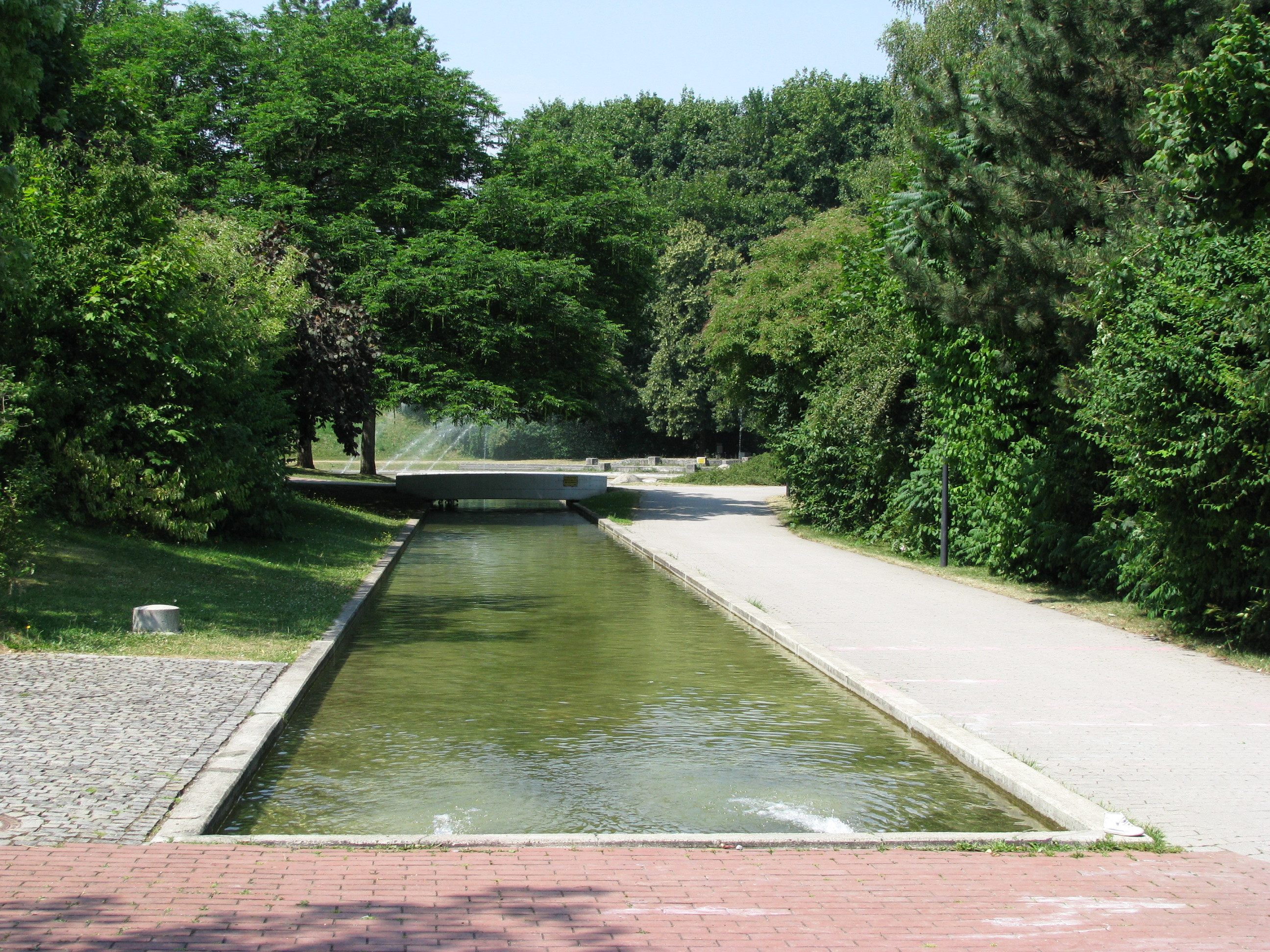

Der Nadisee ist ein See mit integrierter Brunnenanlage im Olympischen Dorf, im Münchner Stadtteil Am Riesenfeld im Stadtbezirk 11 Milbertshofen-Am Hart.

## Beschreibung
Mit etwa 1600 m² Fläche ist er Münchens kleinster Badesee. Die ungefähre Ausdehnung in Nord-Süd-Richtung beträgt 50 m, in Ost-West-Richtung 80 m. Er wurde gemeinsam mit dem Sportlerdorf für die Olympischen Spiele 1972 zwischen der Nadistraße und der Connollystraße gebaut. Der Nadisee, benannt nach der Straße, die wiederum den italienischen Sportler Nedo Nadi würdigt, hat großteils nur knietiefen Betongrund und Erwachsenen reicht das Wasser an keiner Stelle über den Kopf. Dadurch eignet er sich im Sommer für Kinder und Familien zum Baden und im Winter zum Eislaufen. Am See finden gelegentlich Festivitäten statt. Wenn das Wasser für Reinigungsarbeiten abgelassen wird, wird die leere Betonwanne von Mountainbikern und vor allem Skateboardfahrern benutzt.